# Catena di Phuket
La catena di Phuket è un gruppo montuoso situato nella Thailandia del Sud. Fa parte dei monti del Tenasserim e si estende nelle province di Phuket, Surat Thani e Phang Nga

## Estensione
La catena si estende lungo l'asse nord-sud per 400 km ed ha una larghezza variabile tra 25 e 75 km. Inizia a nord in corrispondenza del fiume Khura Buri, le cui acque si gettano nel mare delle Andamane nell'omonimo distretto di Khura Buri, nella zona settentrionale della provincia di Phang Nga. Le montagne sono sommerse dal mare all'altezza dello stretto di Pak Prah e della baia di Phang Nga e sono nuovamente sopra al livello del mare nell'isola di Phuket e nelle isole limitrofe. La catena termina a sud dI Phuket, dove viene definitivamente sommersa dalle acque. Il versante occidentale digrada spesso fino alla costa del mare delle Andamane lasciando alcuni tratti pianeggianti. Il versante orientale degrada sul bacino centrale dove si trova la pianura alluvionale del fiume Tapi e dei suoi affluenti.

## Geologia
La catena, come buona parte delle montagne nel sud della penisola malese, è formata da granito e rocce sedimentarie. Queste ultime presentano, soprattutto sul versante ovest, tracce di calcare risalente al Permiano che creano dorsali con ripide pareti scendenti verso la costa e, nel tratto meridionale lungo la baia di Phang Nga, formazioni di tipo carsico. La fascia granitica è particolarmente ricca di stagno. L'erosione del granito verso le coste e il bacino centrale ha dato luogo alla formazione di depositi alluvionali con prevalenza di stagno e quarzo. La topografia della zona è caratterizzata dalle faglie di Ranong e di Marui, rispettivamente a nord-ovest e a sud-est della catena.

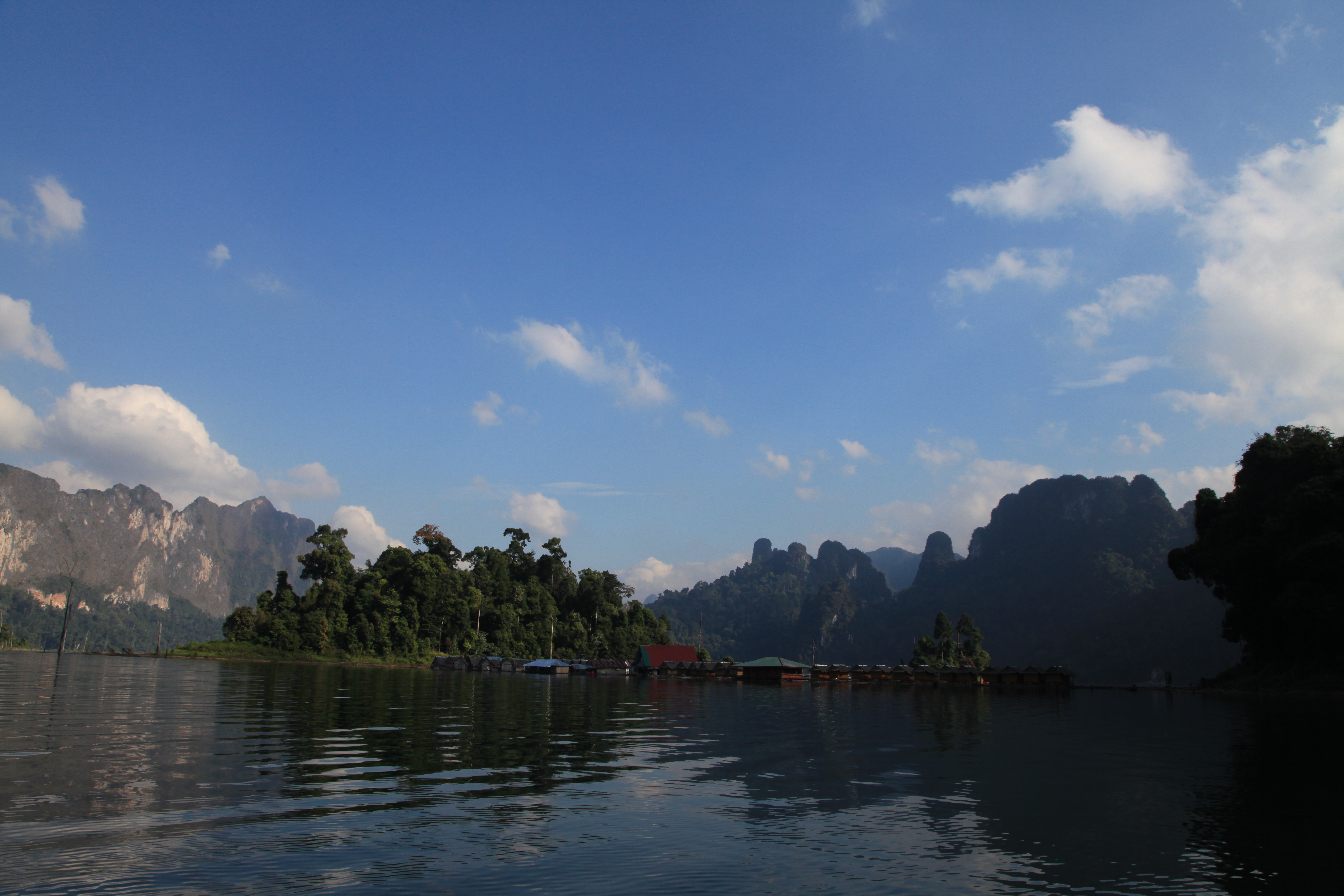
Khao Sok

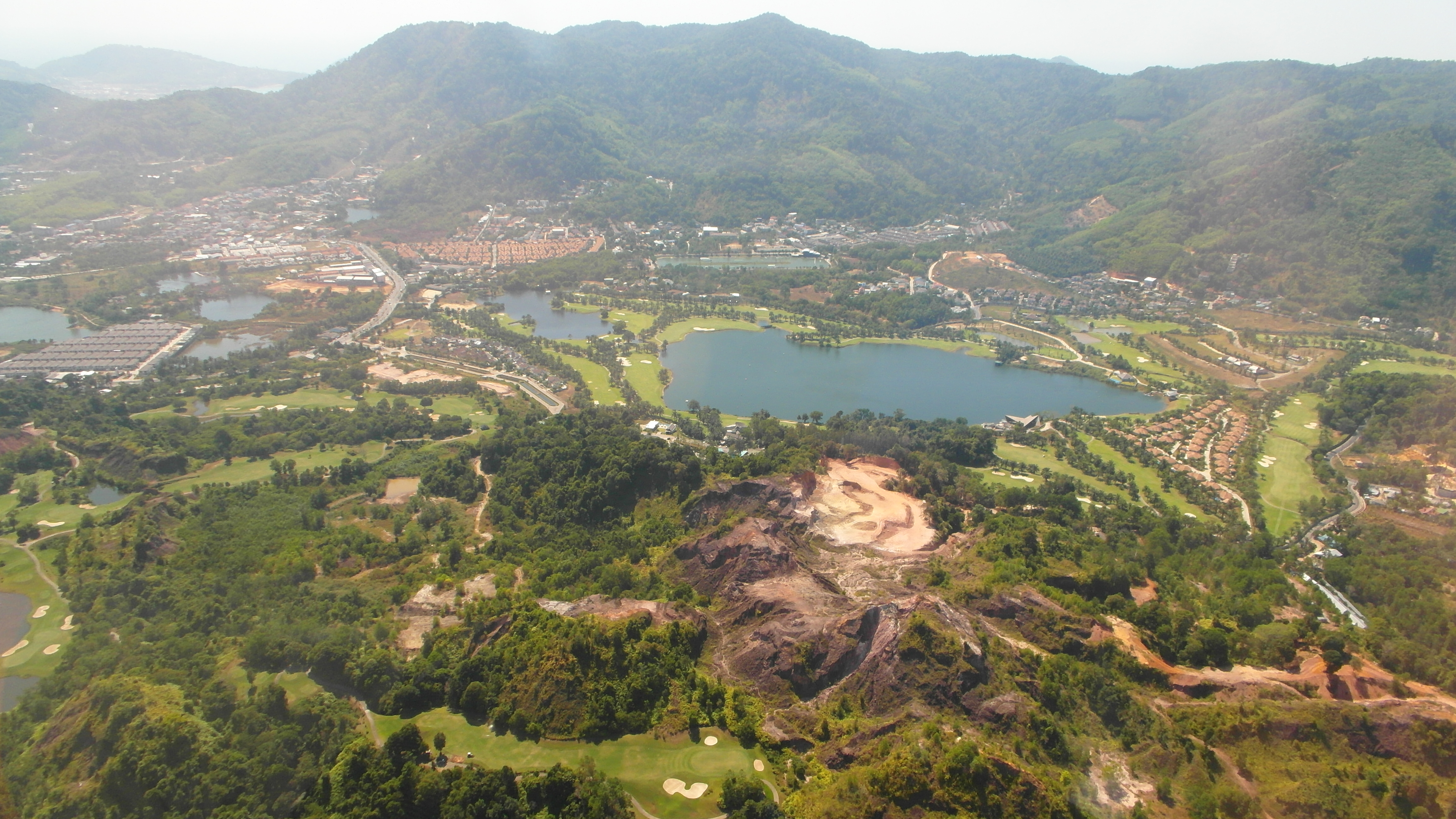
Phuket

## Descrizione
L'altezza delle montagne varia tra i 600 e i 900 metri. La catena è la sezione di sud-ovest dei monti del Tenasserim, che si estendono verso sud con la catena di Nakhon Si Thammarat, situata ad est della pianura del fiume Tapi e a circa 100 km dalla catena di Phuket. La parte settentrionale del versante ovest si trova nella provincia di Phang Nga ed è attraversata dalla strada statale nº 4 Phetkasem; tra i suoi centri abitati più importanti vi sono Khura Buri e le località balneari di Takua Pa e Khao Lak.
Nella parte settentrionale del versante est, compresa nella provincia di Surat Thani, si trova il lago artificiale di Chiao Lan formato dalla diga Ratchaprapha. Il lago è nel territorio dell'importante parco nazionale di Khao Sok, che copre un'area di 739 km². Il fiume più importante di questo versante è un affluente del Tapi, il Phum Duang, il cui bacino raccoglie la maggior parte delle acque di questo tratto della catena.
La parte centrale della catena si trova nella provincia di Phang Nga ed ospita il parco nazionale di Ao Phang Nga. La parte meridionale, dopo la baia di Phang Nga e lo stretto di Pak Phra, che separa Phuket dalla terraferma, si snoda lungo l'isola di Phuket in prevalenza nella zona orientale verso nord e in quella occidentale verso sud.